# ViàOccitanie
 (septembre 2017).
ViàOccitanie est un réseau de chaînes de télévision locales diffusé en Occitanie sur la TNT à partir de 2011 et détenu par le groupe La Dépêche du Midi à partir de 2021. Le bouquet est composé de quatre chaînes : ViàOccitanie Pays Gardois à Nîmes, ViàOccitanie Toulouse à Toulouse, ViàOccitanie Montpellier à Montpellier et ViàOccitanie Pays Catalan, à Perpignan.

## Histoire
Au mois de juillet 2009, Christophe Musset et Pierre-Paul Castelli rachètent la chaîne de télévision locale nîmoise TéléMiroir au groupe Groupe Hersant Média. En 2010, les deux actionnaires intègrent TéléMiroir à leur nouveau groupe Médias du Sud.
Le 1er juillet 2010, la chaîne locale montpelliéraine 7L TV est reprise par le groupe.
Les deux chaînes sont renommées le 7 février 2011, sous une même identité avec TV Sud Montpellier et TV Sud Camargue-Cévennes.
En juillet 2015, à la suite d'un appel d'offres du CSA pour la diffusion d'une nouvelle chaîne de télévision dans le département des Pyrénées-Orientales, le groupe reçoit l'autorisation d'émettre et commence la diffusion de TV Sud Pyrénées-Orientales.
Le 28 septembre 2017 à 19 heures, Médias du Sud en association avec La Dépêche du Midi et BFM TV lance la chaîne ViàOccitanie en remplacement de TV Sud avec 4 décrochages locaux diffusée entre 18 h 30 et 19 h 30 à Montpellier, Nîmes, Perpignan et Toulouse. Le lendemain, c'est la chaîne francilienne Télif qui est renommée ViàGrandParis.
ViàOccitanie émet de 7 heures à 23 heures, avec un journal toutes les demi-heures excepté les vendredis soir de diffusion des primes/afters en direct du télécrochet Le Collège de Saint André de Sangonis diffusé d’octobre à mars.
En avril 2020, Altice France et Vià groupe créent une filiale commune BFM-vià régions qui abrite les chaînes ViàOccitanie et ViàATV dans le but d'étendre le réseau BFM régions.
Le 2 décembre 2020, Altice France rompt unilatéralement l'accord de rapprochement entre viàGroupe et BFM régions.
Le 22 janvier 2021, la direction de viàOccitanie annonce à ses salariés être en cessation de paiement.
Le 12 avril 2021, le groupe Vià est placé en redressement judiciaire, et le bouquet ViàOccitanie est repris par le groupe La Dépêche du Midi par la décision du tribunal de commerce de Nîmes par rapport au groupe Altice France. L'offre d'Altice n'a pas été validée juridiquement par le tribunal, ce qui a conduit ce dernier à ne pas la prendre en compte. Selon la décision, 45 des 60 salariés sont repris et cette reprise est estimée à 1 million d'euros.
Le 28 mai 2025, la direction du groupe La Dépêche du Midi annonce aux salariés de viàOccitanie l'arrêt de la chaîne avec une fin d'émission sur la TNT fin juillet 2025,.

## Activités
Chaînes actuelles
- ViàOccitanie Pays Catalan, à Perpignan ;
- ViàOccitanie Pays Gardois, à Nîmes ;
- ViàOccitanie Montpellier, à Montpellier ;
- ViàOccitanie Toulouse, à Toulouse.

Chaînes disparues
- TV Sud Camargue-Cévennes, à Nîmes ;
- TV Sud Montpellier, à Montpellier ;
- TV Sud Pyrénées-Orientales, à Perpignan.